# Notatițe
Notatițele (Phalaropus) sunt  un gen de păsări limicole migratoare din familia scolopacidelor (Scolopacidae), ordinul caradriiformelor (Charadriiformes) care include 3 specii: notatița cu ciocul subțire (Phalaropus lobatus), notatița cu ciocul lat (Phalaropus fulicarius), notatița americană (Phalaropus tricolor).
În România sunt întâlnite în timpul pasajului 2 specii: 
- Phalaropus lobatus - notatița cu ciocul subțire
- Phalaropus fulicarius - notatița cu ciocul lat.

Notatițele se întâlnesc în vecinătatea apelor (de-a lungul malurilor râurilor, lacurilor) și în ținuturile mlăștinoase din tundră, adesea pe malul mării. Notatițele (Phalaropus lobatus,  Phalaropus fulicarius) din Europa și Asia cuibăresc în regiunea nordică a Europei, Asiei și iernează în insulele din Oceanul Indian, în nordul Noii Guinee, insula Celebes.  Phalaropus tricolor cuibărește în SUA și iernează în America de Sud.
Notatițele o talie de 15–25 cm, picioarele sunt relativ scurte cu degetele lobate. Ciocul este lung și subțire. Iarna coloritul corpului este cenușiu-albicios, iar aripile cenușiu-închis, vara se dezvoltă pete roșiatice pe corp.
Notatițele prezintă inversiunea caracterelor sexuale secundare. Femelele sunt mai mari și mai viu colorate decât masculii și execută paradele nupțiale pentru a atrage atenția masculilor, iar masculii clocesc și cresc puii. Cuibul este construit de ambele sexe în iarbă sau este săpat în sol. Femela depune 3-4 ouă. Incubația durează 19-21 zile. După 3-4 săptămâni puii sunt capabili de zbor.
Se hrănesc cu insecte, larve, moluște, crustacee mici, viermi, alge, plancton.